# NGC 5
NGC 5 est une galaxie elliptique située dans la constellation d'Andromède. Elle a été découverte par l'astronome français Édouard Stephan en 1881.
Sa vitesse par rapport par rapport au fond diffus cosmologique est de 4 691 ± 39 km/s, ce qui correspond à une distance de Hubble de 69,2 ± 4,9 Mpc (∼226 millions d'al).